# ディエゴ・デ・サンタ・カタリナ
ディエゴ・デ・サンタ・カタリナ（Diego de Santa Catalina、生年不詳 - 1636年6月1日）は、江戸時代初期に来日したスペインのフランシスコ会宣教師。

## 経歴・人物
1613年に日本に渡航したロドリゴ・デ・ビベロ（ドン・ロドリゴ）とアロンソ・ムニョスが受け取った親書を当時のスペイン国王のフェリペ3世に渡したことにより、日本へ派遣する者の一人に任命される。1615年（元和元年）に日本とメキシコの貿易交渉の成立を目的に浦賀に来航した。
しかし当時日本はキリスト教禁教令が発令されていたことにより、またその親書は目的とは異なり宣教師の殉教を免れるという保護の主旨であった。これによって日本人キリシタンやスペイン、ポルトガルとの関係は悪化し徳川家康との謁見は不許可となり、次代将軍の徳川秀忠にも冷遇される。この影響により交渉は不成立に終わり、翌1616年（元和2年）に離日した。その後はメキシコシティの修道院長や評議員となり、1625年には故郷のサン・パブロ管区に移住した。